# 莱吉亚克德洛什
莱吉亚克德洛什（法語：Léguillac-de-l'Auche，法語發音：[leɡɥijak də loʃ]）是法国多尔多涅省的一个市镇，属于佩里格区。

## 地理
莱吉亚克德洛什（45°11'5"N, 0°33'23"E）面积14.31 平方千米，位于法国新阿基坦大区多爾多涅省，该省份为法国西南部内陆省份，是法國本土面积第三大的省，大致对应佩里戈尔地区，北起顺时针与夏朗德省、上维埃纳省、科雷兹省、洛特省、洛特-加龙省、吉倫特省和滨海夏朗德省接壤。
与莱吉亚克德洛什接壤的市镇（或旧市镇、城区）包括：芒西尼亚克、阿内斯和博略、圣阿基兰、圣阿斯捷。

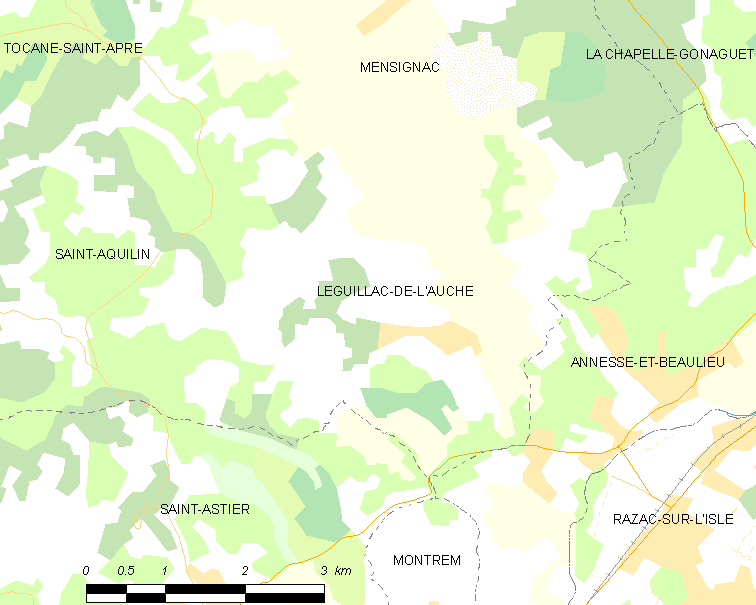
莱吉亚克德洛什的OSM定位图

莱吉亚克德洛什的时区为UTC+01:00、UTC+02:00（夏令时）。

## 行政
莱吉亚克德洛什的邮政编码为24110，INSEE市镇编码为24236。

## 政治
莱吉亚克德洛什所属的省级选区为圣阿斯捷县。

## 人口

1962-2008年间莱吉亚克德洛什人口变化图示

莱吉亚克德洛什于2022年1月1日时的人口数量为974人。